# Sân bay Newcastle
Sân bay Newcastle (mã sân bay IATA: NCL, mã sân bay ICAO: EGNT) là một sân bay nằm trong Woolsington, một ngôi làng trong phạm vi ranh giới của thành phố Newcastle upon Tyne Newcastle, Anh, 5 NM (9,3 km; 5,8 mi) về phía tây bắc trung tâm thành phố. Năm 2010, sân bay này phục vụ 4,35 triệu lượt khách.
Trong năm 2010 là 11 sân bay bận rộn nhất ở Vương quốc Anh.
Sân bay này thuộc sở hữu của chính quyền địa phương (51%) và Copenhagen Airport (49%). Chính quyền địa phương là: Thành phố Newcastle, Hội đồng hạt Durham, Gateshead MBC, North Tyneside MBC, Northumberland County Council, Thành phố Sunderland và South Tyneside MBC..

## Lịch sử
Sân bay được khai trương vào ngày 26 tháng 7 năm 1935 với tên gọi Woolsington Aerodrome bởi Bộ trưởng Hàng không, Sir Phillip Cunliffe-Lister. Người ta đã kết hợp với một câu lạc bộ, nhà chứa máy bay, nhà xưởng, nhà để xe nhiên liệu và đường băng cỏ tại thời điểm giá 35.000 bảng Anh để xây dựng.
Mặc dù trong Thế chiến 2 sân bay chính trong khu vực đặt tại Cramlington ở Northumberland, sau khi cuộc chiến tranh quyết định được thực hiện để tập trung phát triển trên địa điểm của sân bay hiện nay. Theo đó, trong đầu những năm 1950, cựu phi công máy bay chiến đấu RAF Jim Denyer được bổ nhiệm là Giám đốc sân bay và trong một vài năm hơn 5.000 người đã sử dụng sân bay mỗi năm để đi du lịch tới các điểm đến như Jersey và Isle of Wight.
Những năm 1960 chứng kiến sự tăng trưởng to lớn về số lượng hành khách tại sân bay. Điều này chủ yếu là do người Anh tham gia ngày lễ nước ngoài đến những nơi như Tây Ban Nha thay vì đi nghỉ trong Vương quốc Anh. Một đường băng mới được xây dựng, cùng với một khu đỗ máy bay, một tòa tháp điều khiển không lưu. Những hạng mục xây mới đã được mở cửa bởi vị Thủ tướng Anh lúc đó là Harold Wilson.
Trong những năm 1970, con số hành khách dần tiến tới một triệu lượt mỗi năm, tình trạng sân bay đã được thay đổi đến Thể loại B, làm cho nó một sân bay quốc tế khu vực, trong thập kỷ nó đã được tái thương hiệu với tên sân bay Newcastle. Những năm 80 người ta đã đầu tư thêm check-in, cửa hàng ăn uống và miễn thuế. Năm 1991, nhà ga tàu điện ngầm sân bay khai trương, kết nối sân bay với Newcastle và sau đó vào năm 2002 Sunderland trung tâm thành phố bằng cách sử dụng Tyne và hệ thống Metro Wear. 27 triệu bảng Anh phần mở rộng mới được khai trương vào năm 2000 bởi Thủ tướng Tony Blair và các hãng hàng không chi phí thấp đầu tiên đến sân bay, với Go khai trương một dịch vụ London Stansted sau sự sụp đổ của địa phương dựa Gill Airways. 2001 chứng kiến việc mua lại 49% cổ phần trong sân bay Sân bay Copenhagen.

## Hãng hàng không và tuyến bay

Máy bay hãng BA Airbus A321 đi London Heathrow

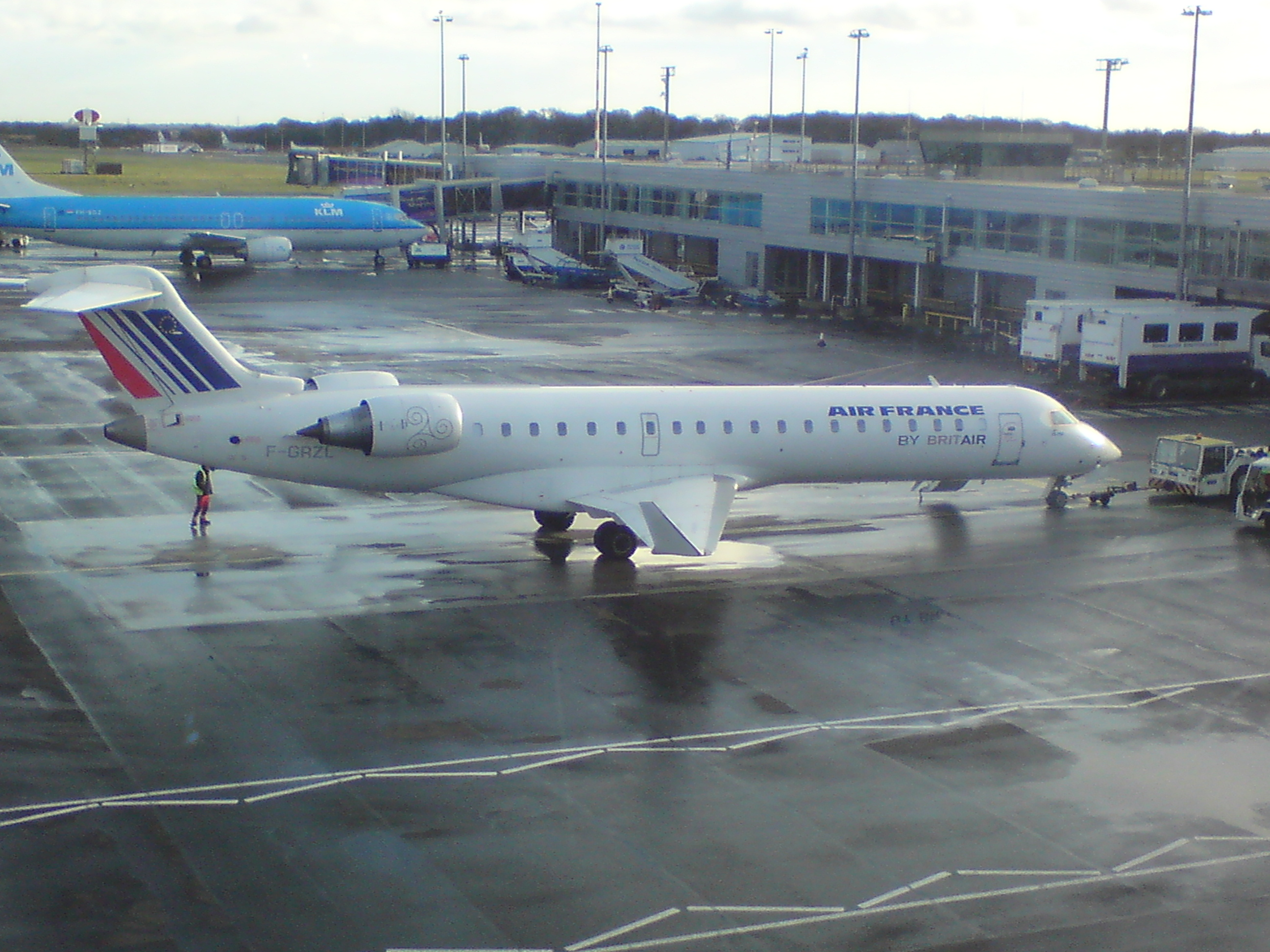
Air France vận hành bởi Brit Air at NCL

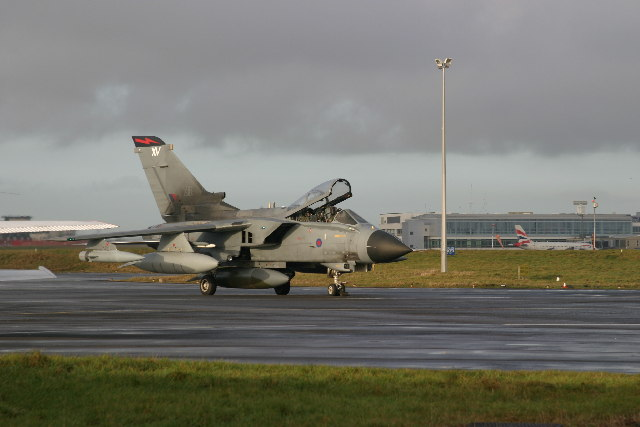
RAF Tornado tại sân bay Newcastle

| Hãng hàng không                                    | Các điểm đến |
| -------------------------------------------------- | --- |
| Air France Vận hành bởi CityJet                    | Paris-Charles de Gaulle |
| Air Malta                                          | Theo mùa: Malta |
| Air Transat                                        | Theo mùa: Toronto-Pearson |
| BH Air                                             | Theo mùa: Burgas, Sofia, Varna |
| British Airways                                    | London-Heathrow |
| Brussels Airlines vận hành bởi BMI Regional        | Brussels |
| Eastern Airways                                    | Aberdeen, Bergen, Birmingham, Cardiff, Stavanger |
| EasyJet                                            | Alicante, Barcelona, Belfast-International, Bristol, Faro, Málaga, Malta, Paris-Charles de Gaulle Theo mùa: Geneva, Ibiza, Minorca, Nice, Palma de Mallorca |
| Emirates                                           | Dubai |
| Flybe                                              | Belfast-City, Exeter, Jersey, London-Gatwick, Southampton Theo mùa: Limoges |
| Jet2.com                                           | Alicante, Arrecife, Cork, Dalaman, Faro, Geneva, Heraklion, Kraków, Las Palmas de Gran Canaria, Murcia, Paphos, Praha, Tenerife-South Theo mùa: Bodrum [bắt đầu từ ngày 4 tháng 6 năm 12], Chambéry, Corfu, Dubrovnik [bắt đầu từ ngày 16 tháng 3 năm 2012], Ibiza, Málaga, Minorca, Palma de Mallorca, Pisa, Reus [bắt đầu từ ngày 1 Tháng 6 năm 12], Rome-Fiumicino [bắt đầu từ ngày 3 Tháng 6 năm 12], Rhodes, Toulouse, Venice-Marco Polo [bắt đầu từ ngày 21 tháng 5 năm 2012] |
| KLM                                                | Amsterdam |
| Lufthansa Regional vận hành bởi Lufthansa CityLine | Düsseldorf |
| Manx2                                              | đảo Man |
| Ryanair                                            | Dublin, Oslo-Rygge [ngừng từ ngày 8 tháng 1 năm 2012] Theo mùa: Girona |
| Saga Airlines                                      | Theo mùa: Dalaman |
| Thomas Cook Airlines                               | Arrecife, Las Palmas de Gran Canaria, Málaga, Monastir, Orlando-Sanford, Paphos, Sharm el-Sheikh, Tenerife-South Theo mùa: Alicante, Antalya, Bodrum, Corfu, Dalaman, Faro, Fuerteventura, Heraklion, Hurghada, Ibiza, Izmir, Kefalonia, Kos, Larnaca, Minorca, Palma de Mallorca, Reus, Rhodes, Santorini, Skiathos, Zakynthos |
| Thomson Airways                                    | Alicante, Arrecife, Las Palmas de Gran Canaria, Málaga, Palma de Mallorca, Sharm el-Sheikh, Tenerife-South Theo mùa: Antalya, Bodrum, Cancún, Corfu, Dalaman, Enfidha, Faro, Fuerteventura, Funchal, Geneva, Girona, Heraklion, Ibiza, Innsbruck, Kefalonia, Kos, Larnaca, Malta, Minorca, Naples, Orlando-Sanford, Paphos, Punta Cana, Reus, Rhodes, Salzburg, Skiathos, Thessaloniki, Turin, Verona, Zakynthos                                                                    |
| Widerøe                                            | Stavanger |

### Hàng hóa
| Hãng hàng không                     | Các điểm đến                     |
| ----------------------------------- | -------------------------------- |
| FedEx Express vận hành bởi Swiftair | Glasgow, Paris-Charles de Gaulle |
| Royal Mail vận hành bởi Jet2.com    | East Midlands, London-Stansted   |